# Puntland
Puntland är sedan 2016 en självstyrande delstat i Somalia. Även före 2016 var Puntland i praktiken självstyrande, i brist på fungerande centralstyre. Regionen utropade sig dock aldrig som en självständig stat.
Puntland hade 2017 en yta på 212 510 km2 och ett invånarantal på cirka 5 miljoner. Regionens huvudstad och centralort är Garoowe. Puntland är den östligaste delen av Afrikas kontinent.

## Historia
Området som motsvarar Puntland sammanfaller till stor del med Majeerteensultanatet, och ingick fram till 1960 i Italienska Somaliland. Därefter förenades den italienska kolonin med Brittiska Somaliland till den självständiga staten Somalia.
1991 kollapsade staten Somalia. I området vid Afrikas horn skedde dock inte några maktstrider som i områdena runt Mogadishu, och augusti 1998 utropade området sig som en självstyrande del av Somalia. Puntland utgjordes vid bildandet av tre av Somalias regioner.

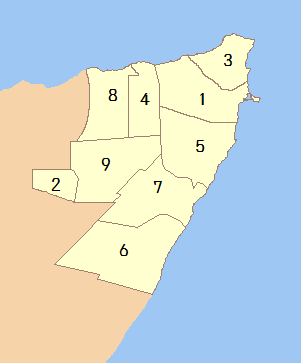
Puntlands distrikt. 1: Bari, 2: Cayn, 3: Gardafuul, 4: Haylaan, 5: Karkaar, 6: Mudug, 7: Nugaal, 8: Sanaag, 9: Sool. Distrikten i nordväst har en otydlig gräns mot Somaliland.

Det finns sedan 1998 en välfungerande administration, och det råder sedan 2003 fred överallt utom i vissa gränsområden mot Somaliland i nordväst. Det året överlämnade krigsherren Abdullahi Yusuf makten till klanhövdingarna.
Till skillnad från sin västra granne, den självutropade staten Somaliland, söker Puntland inte internationellt erkännande som självständig nation. Man eftersträvar istället att bli en självstyrande delrepublik i ett federalt Somalia. Man stödde fram till augusti 2013 den internationellt erkända övergångsregeringen TFG, då man meddelade att förbindelserna med regeringen i Mogadishu brutits. Orsaken sades vara bristen på fördelning av makt, resurser och utländskt bistånd.
Sporadiska strider äger då och då rum mellan Puntland och grannen Somaliland, vilka båda hävdar överhöghet över distrikten Sool och Sanaag. Både Somaliland och Puntland baserar sin maktbas på stöd dels från klanledare, dels från Somalias historiska antagonist Etiopien.[källa behövs]
Sedan 2016 är Puntland en av Somalias fem delstater.
I april 2024 meddelade Puntland att den skulle fungera som en funktionellt oberoende stat mitt i en tvist om somaliska konstitutionella förändringar.

## Politik och styre
Puntlands övergångsförfattning hävdar att Puntland ska vara del av en framtida federal somalisk stat. Man har en lagstiftande församling bestående av 66 ledamöter. Flerpartisystem har dock inte införts, och lagstiftningen är baserad på sharia – den islamiska lagen. President sedan 2014 är Dr. Abdiweli Ali Gaas. Den 8 januari 2019 hölls ett val i regionen och en ny president valdes. 
Puntland är indelat i 9 distrikt (singularis: gobolka). De är Nugaal, Bari, Sool, Mudug, Sanaag, Karkaar, Cayn, Gardafu och Haylaan. Ibland listas också distriktet Gardafuul (längst ute på hornet) särskilt från Bari. Huvudstaden är Garoowe (Garowe) i Nugaalprovinsen.
Namnet Puntland kommer från att området och Afrikas horn i sin helhet delar territorium med det antika Punt. Regionens "nationaldag" är den 1 augusti.

## Ekonomi och städer
Den viktigaste näringsgrenen i området är boskapsuppfödning. Pengar som skickas från emigranter ger också viktiga inkomster. Utanför kusten finns viktiga fiskevatten som till största delen är outnyttjade.
Däremot har senare års piratverksamhet i vattnen utanför Afrikas horn ofta haft sin bas i Puntland. Särskilt har den internationella frakttrafiken via Adenviken drabbats sedan 2005. Inkomsterna från piratverksamheten har bidragit till ett stort inflöde av kapital till delar av regionen, och trots den internationella kritiken mot Puntland har dess ledning gjort få ansatser till att stoppa verksamheten. Det måste dock påpekas att piratverksamheterna drastiskt minskat nu på senare tid och att den somaliska regeringen samt befolkningen bestridit verksamheten.
Hamnstaden Bosaaso längs med Adenviken är Puntlands största stad med över en halv miljon invånare. Näst största stad är Gaalkacyo i söder, vid gränsen mot regionen Galmudug.

## Befolkning
En del av Puntlands befolkning är nomader, och nästan 100 procent är sunnimuslimer. Det officiella språket är somaliska och andra språk som kan talas av delar av befolkningen är arabiska, engelska och italienska. Somalier från södra Somalia har varit bofasta i regionen sedan 1990-talet då de emigrerade dit på grund av oroligheterna i söder. Puntland drabbades inte lika hårt av det inbördeskrig som totalförstörde huvudstaden Mogadishu i syd. Tiotusentals etiopier som sökt asyl är även bofasta i norra Somalia. En stor del av etiopierna som bor i Puntland är ekonomiska flyktingar. Många andra är på flykt från den auktoritära TPLF-regimen i Etiopien, andra har använt Puntland som transitpunkt mot vidare resa till den Arabiska halvön tvärs över Adenviken.

## Bildgalleri

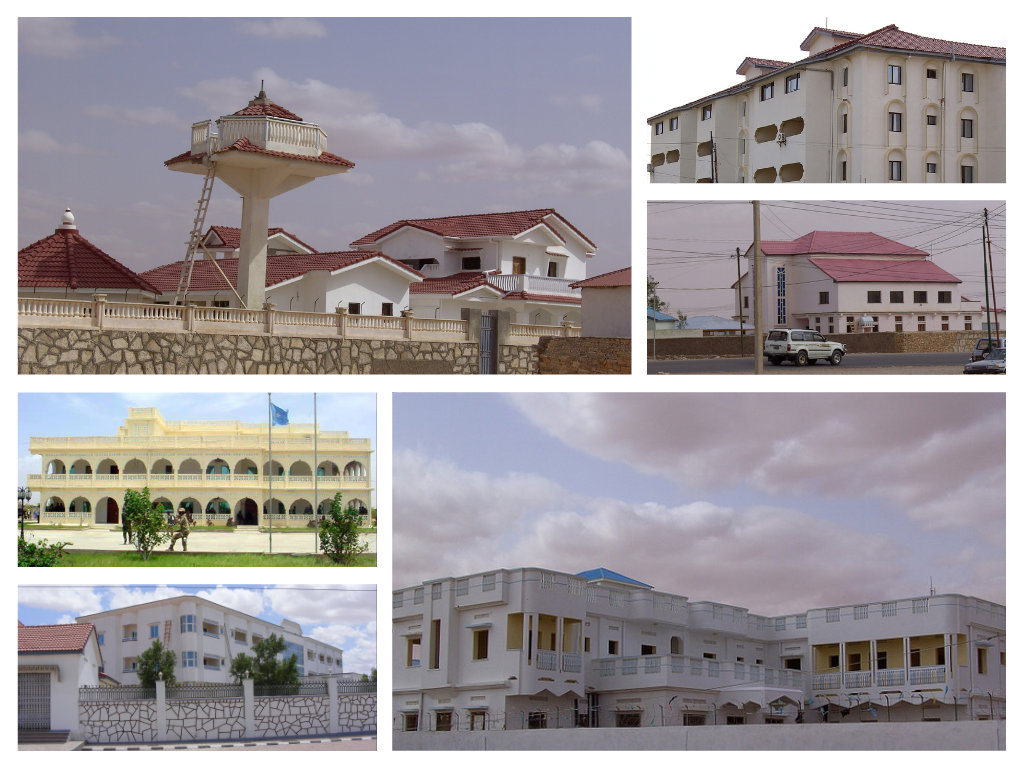
Den centralt belägna Garoowe är säte för administrationen.
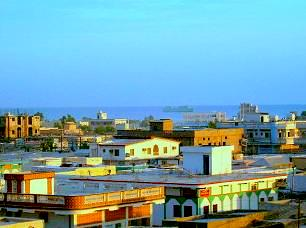
Puntlands största stad är hamnstaden Bosaaso längs med Adenviken.
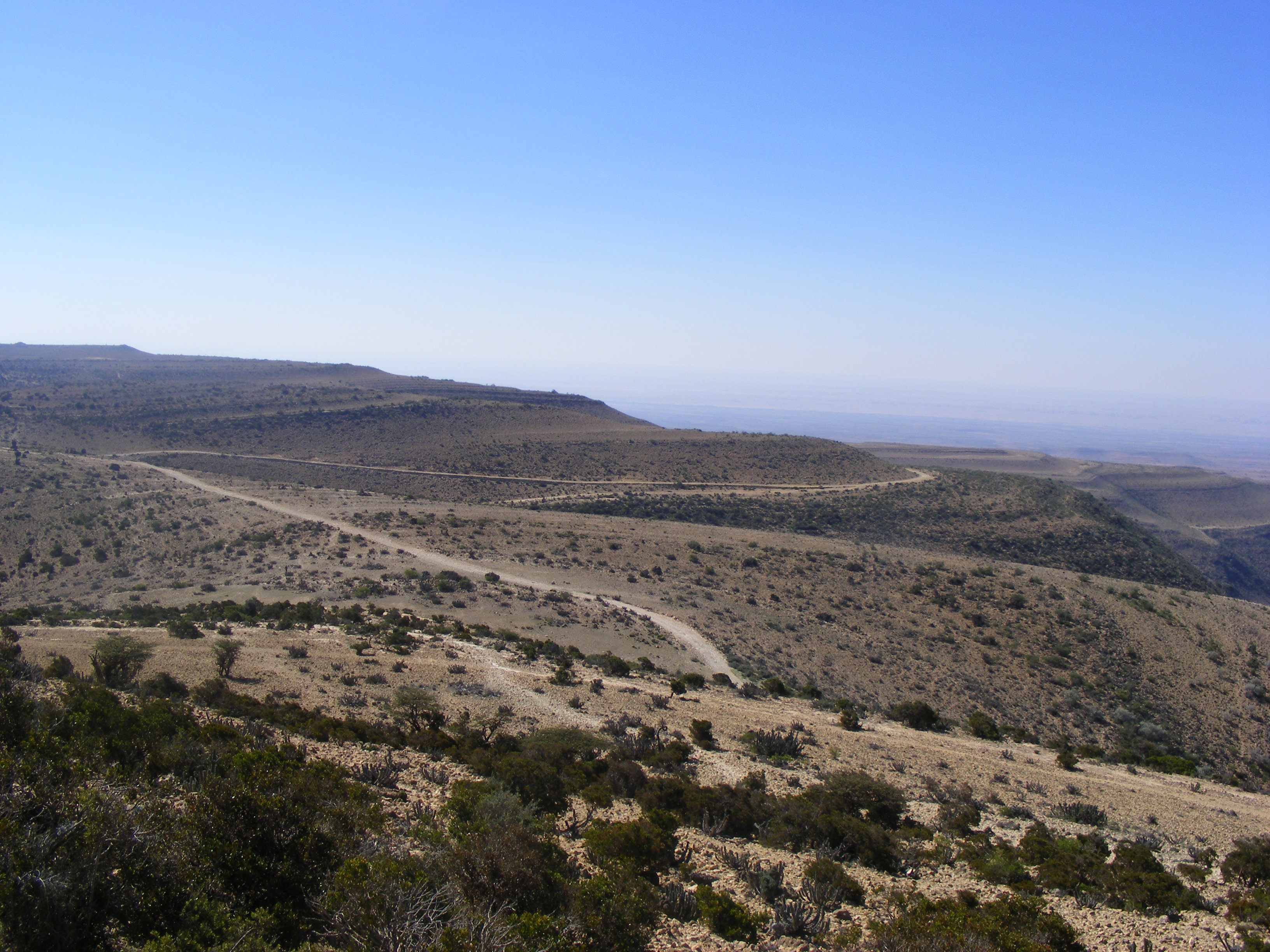
Puntland är en torr region. Här vägen mellan Badhan och Laasqoray i norr.
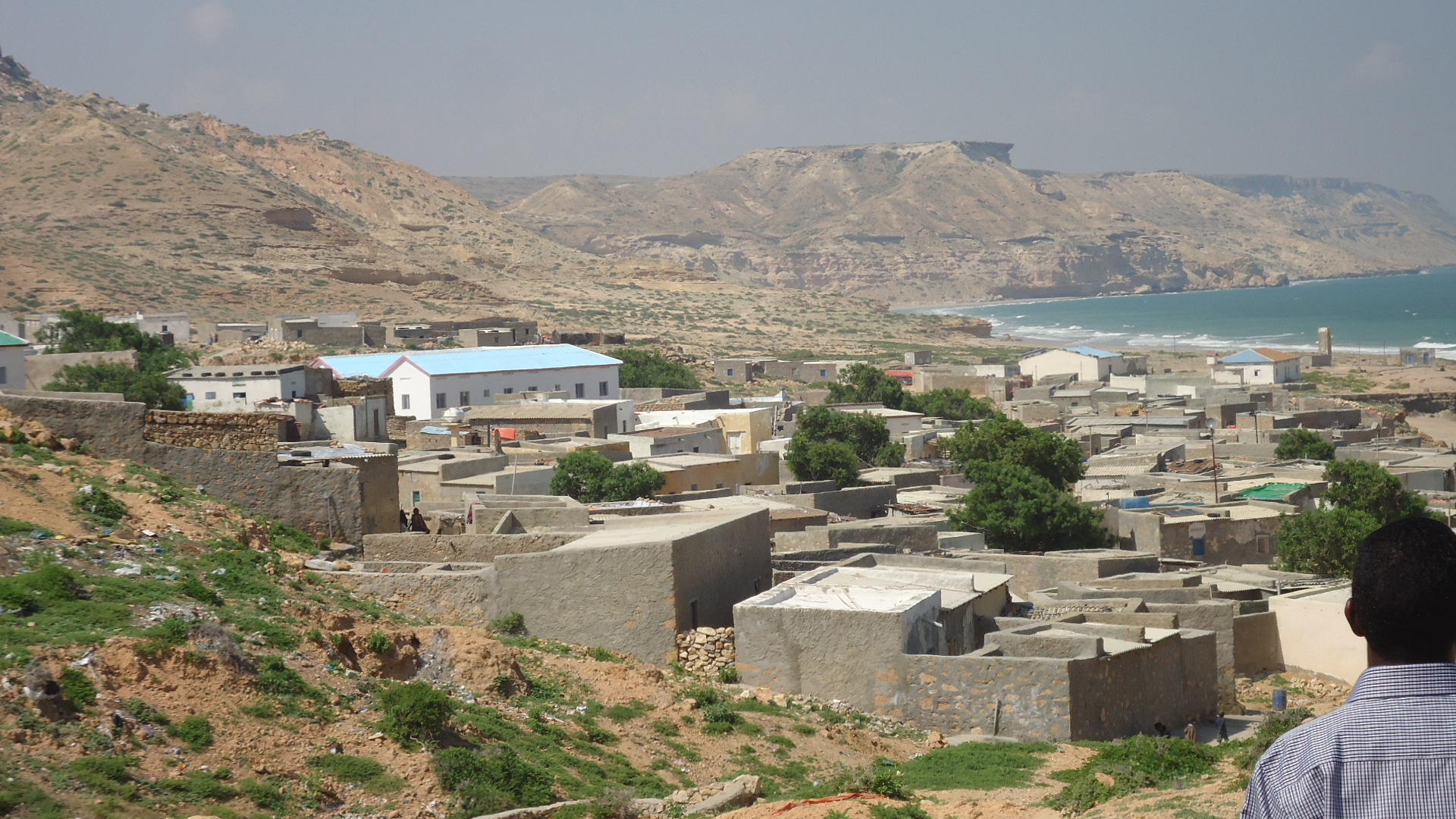
Den lilla kuststaden Bandarbeyla (Benerbayla) i öster.

## Källhänvisningar
1. 1 2 3 4 5  Hansson, Anders: Puntland i Nationalencyklopedins nätupplaga. Läst 23 februari 2015.
2. 1 2 3  "Puntland profile". Bbc.com. Läst 24 februari 2015. (engelska)
3. ↑  "Politiskt system". Arkiverad 24 februari 2015 hämtat från the Wayback Machine. Landguiden.se. Läst 24 februari 2015.
4. ↑  TT-AFP (2013-08-03): "Puntland bryter med somaliska regeringen". Expressen.se. Läst 24 februari 2015.
5. ↑  Bloomberg (2024-02-04): "Puntland to Operate Independently From Somalia After Law Change". Bloomberg.com, Läst 2 April 2024.
6. ↑  ”Somalia: UN congratulates Puntland region’s newly-elected President” (på engelska). UN News. 9 januari 2019. https://news.un.org/en/story/2019/01/1030082. Läst 12 april 2022.